# Vlag van Farmsum

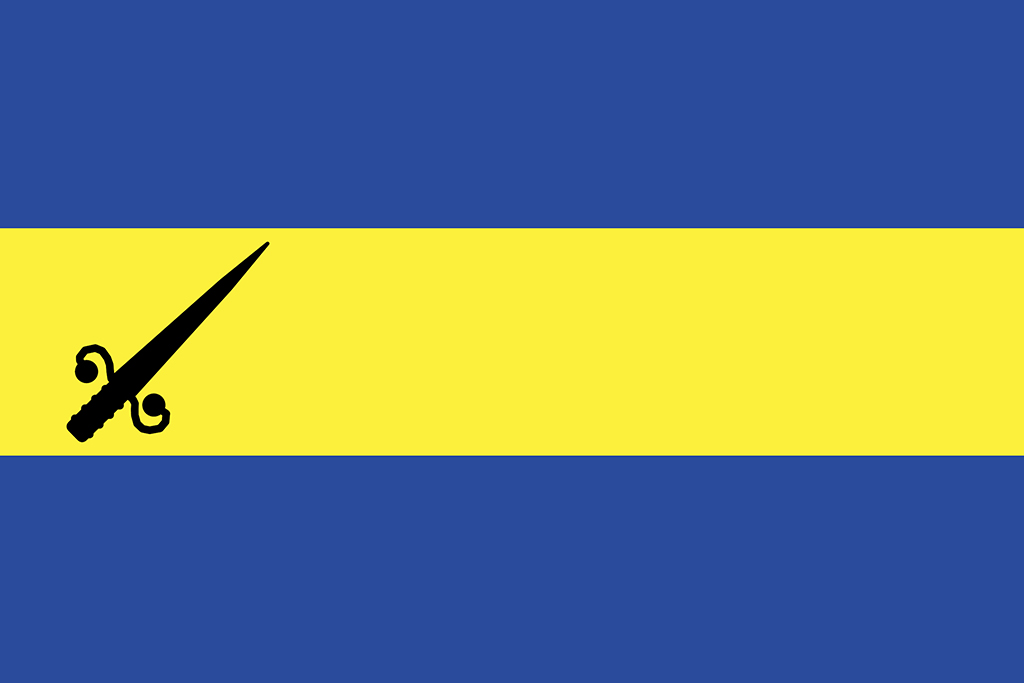
Dorpsvlag van Farmsum

De vlag van Farmsum werd in 2013 door het Nederlandse dorp Farmsum in gebruik genomen. 

## Beschrijving
De beschrijving van de vlag zou als volgt gegeven kunnen worden: 
Drie banen, blauw, geel en blauw, met op de gele baan aan de broekzijde een zwart zwaard.

## Verklaring
De kleuren blauw en geel zijn terug te vinden op het heerlijkheidswapen van Farmsum. Het zwaard zijn ontleend op het heerlijkheidswapen, en staat symbool voor de ridder met zwaaiend zwaard op het wapen van de familie Ripperda. Zij heersten tijdens de 17e eeuw over de voormalige heerlijkheid waartoe Farmsum behoorde. De vlag is gebaseerd op de bijzondere positie van Farmsum in de Ommelanden. De dorpsvlag is ontworpen door U. Zeeman.

## Afbeeldingen

Wapen van Farmsum
Wapen van Delfzijl (1960-1991)
Wapen van Rengers
Wapen van Ripperda

Bierum
· Boerakker-Lucaswolde
· Bourtange
· De Wilp
· Drieborg
· Eenum
· Farmsum
· Garrelsweer
· Hellum
· Jonkersvaart
· Kiel-Windeweer
· Leens
· Leermens
· Losdorp
· Marum
· Middelstum
· Noordlaren
· Nuis-Niebert
· Oldekerk, Faan en Niekerk
· Onstwedde
· Schildwolde
· Spijk
· Stedum
· Wehe-den Hoorn
· 't Zandt
· Zevenhuizen
· Zijldijk